# Wegneria villiersi
Wegneria villiersi är en fjärilsart som beskrevs av Pierre E.L. Viette 1955. Wegneria villiersi ingår i släktet Wegneria och familjen äkta malar.
Artens utbredningsområde är Guinea. Inga underarter finns listade i Catalogue of Life.